# Montes Flinders

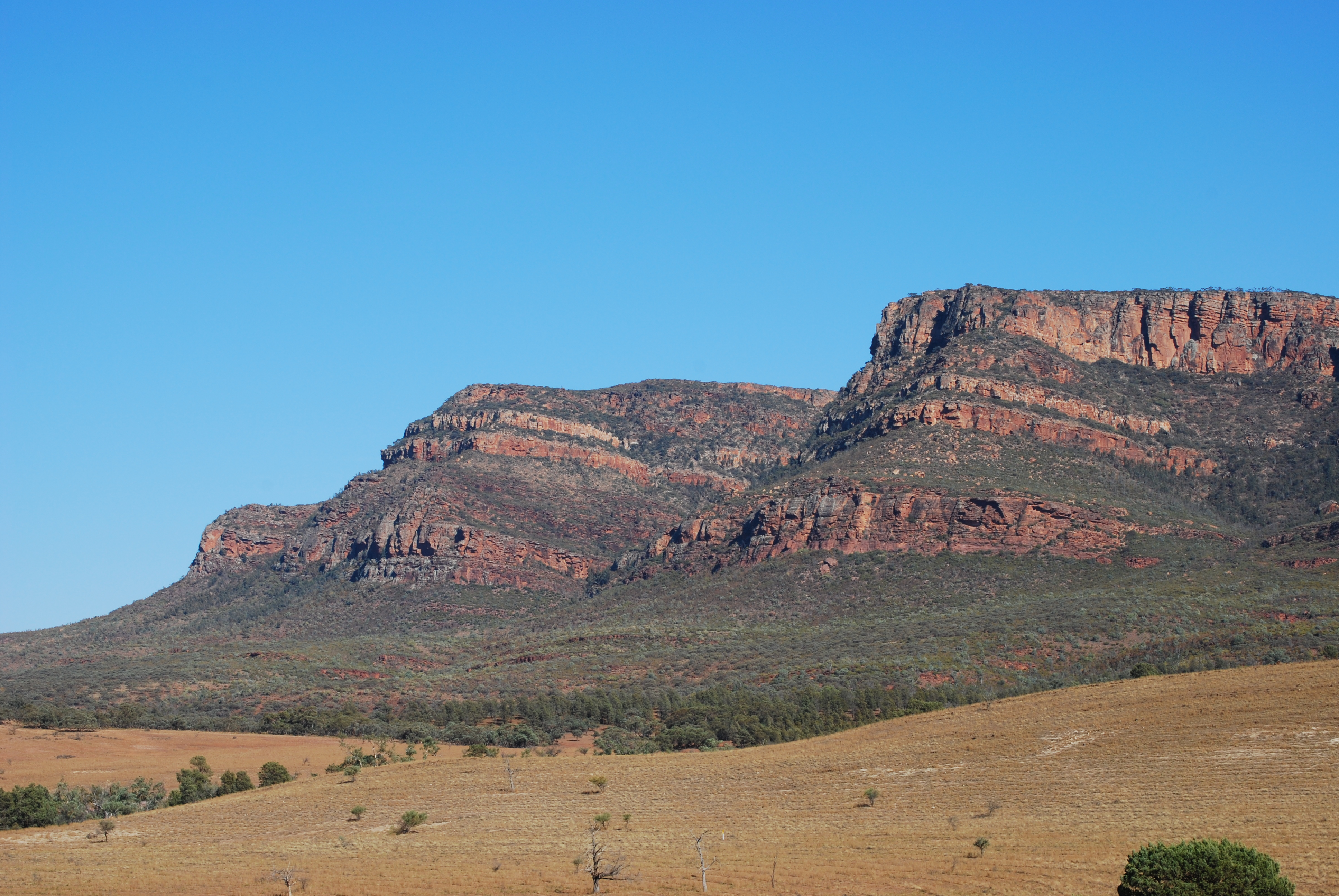
Los Montes Flinders en su punto sur.

La sierra de Flinders 30°55′S 138°37′E / -30.917, 138.617 es la cadena montañosa  más larga de Australia Meridional la cual empieza aproximadamente a 200 km al noroeste de Adelaida. Los montes discontinuos se extienden sobre 430 km desde Port Pirie hasta Lago Callabonna. Su lugar conocido más característico es Wilpena Pound, un gran anfiteatro natural en forma de hoz,  cubriendo casi 80 kilómetros cuadrados, conteniendo el pico más alto de la cadena, Pico Santa María (1170m), y colindando con el Parque Nacional Montes Flinders. Los montes del norte albergan el santuario natural de vida salvaje Arkaroola y el parque nacional Montes Vulkathunha-Gammon. La parte sur de los montes es notable por el ferrocarril pintoresco Pichi Richi y el parque nacional Monte Remarkable.
Algunas áreas de los Montes Flinders están protegidas como parques naturales. Estas incluyen el parque natural Montes Flinders cerca de Wilpena Pound y el parque nacional Monte Remarkable en la parte sur de los montes cerca de Melrose.  El Santuario de vida salvaje Alkaroola es una área pintoresca protegida en el punto norte de los montes. En adición el Parque de Conservación Dutchman's Stern, al oeste de Quorn,  y el  Parque de Conservación Monte Brown, al sur de Quorn, son áreas protegidas de los montes. Existen senderos que corren por varios kilómetros a lo largo de las montañas proveyendo rutas pintorescas de gran distancia para caminantes, ciclistas y jinetes.

## Flora y fauna

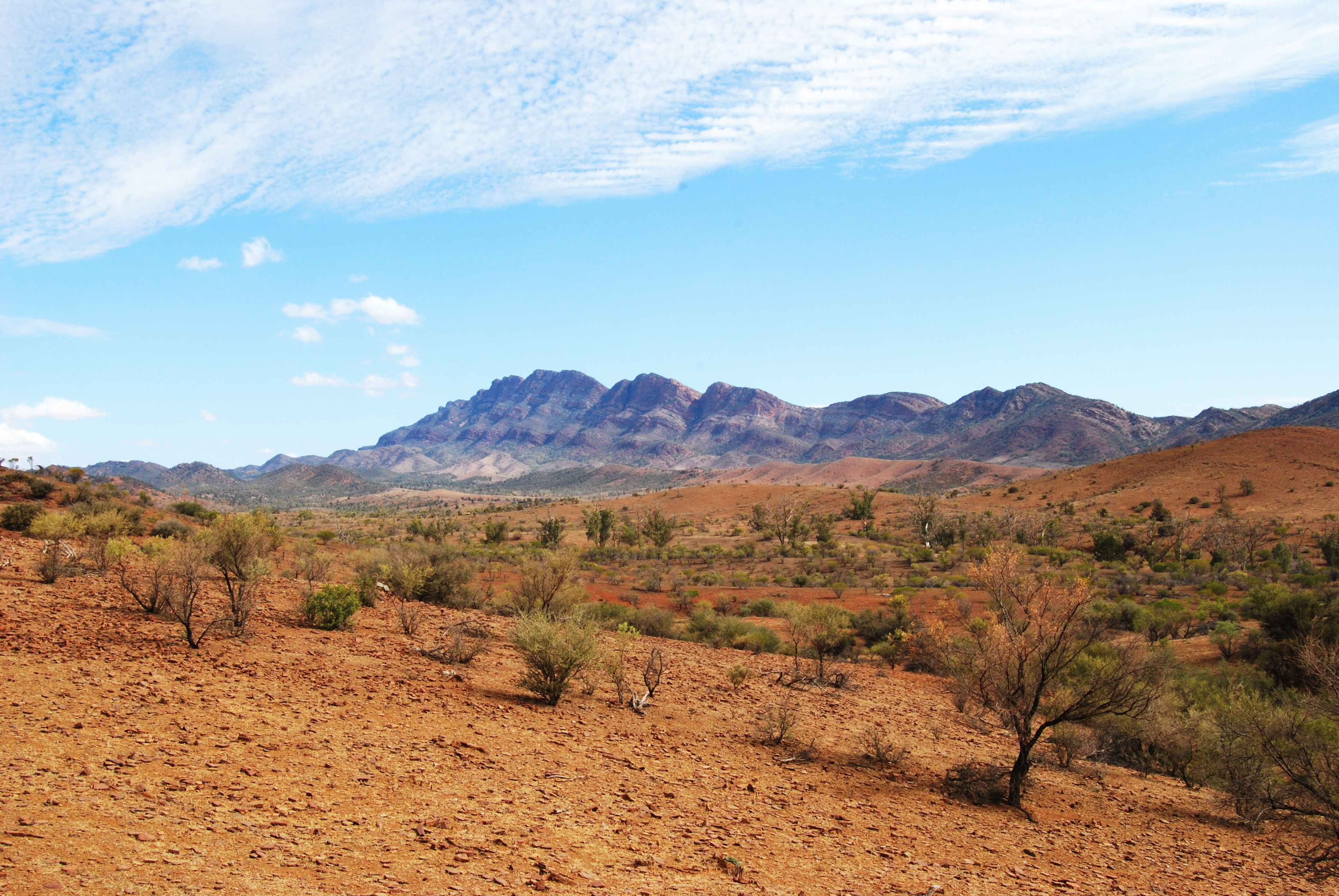
Tierra árida en los Montes Flinders.

La flora de los Montes Flinders está compuesta grandemente de especies adaptadas al medio ambiente semiárido como pino ciprés, mallee, y el roble negro. Áreas más húmedas cerca de Wilpena Pound sostienen grevileas, flores de guinea, lirios y helechos. juncos y ciperáceas crecen en fuentes de agua permanente tales como nacientes y charcas de agua.
Desde la erradicación de los dingos y el establecimiento de charcas permanentes para el ganado, la cantidad de canguros rojos, canguro gris occidental y walarúes en los Montes Flinders se ha incrementado. El Walabí de roca de patas amarillas, el cual casi se aproximó a la extinción después del arribo de los europeos debido a la caza y depredación de los zorros rojos, se ha estabilizado ahora. Otros marsupiales endémicos incluyen dunnarts, planigales y equidnas.  Murciélagos insectívoros componen una proporción significativa de los mamíferos en el área. Existe un gran número de especies incluyendo loros, galahs, emúes, el águila audaz y un pequeño número de aves acuáticas. Los reptiles incluyen goannas, serpientes, lagartos dragones, escincos y geckos. La ranita crinia es un anfibio endémico.

## Historia

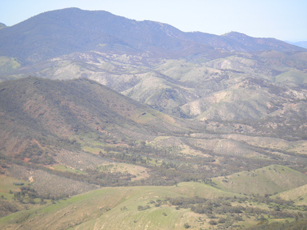
Panorama desde el Pico del Diablo (Devil’s Peak). Muestra los resultados de las capas de rocas que estuvieron bajo presión y fueron plegadas en una gran cadena montañosa.

Los primeros humanos en habitar los Montes Flinders fueron los aborígenes australianos cuyos descendientes aún residen en el área. Pinturas en cuevas, grabados en roca y artefactos indican que los aborígenes vivieron en los Montes Flinders por decenas de cientos de años.
A principios del siglo XIX se inició la exploración del área y después se establecieron campos de ovejas 
A finales de los 1870's el impulso para abrir la tierra a la agricultura de trigo conoció un éxito inusual, con buenas lluvias y cultivos en los Montes Flinders. Esto a lo largo del corredor del cobre (el cobre fue explotado en el área de los Montes Hawker-Flinders  a finales de los 1850's y transportados por tierra por carros cargados por bueyes), indujo al gobierno a construir un ferrocarril al norte de Port Augusta a través del paso Pichi Richi, Quorn, Hawker y a lo largo del oeste de las montañas, eventualmente hasta Marree. (Se pretendía que sirviera a las industrias agriculturales y pastorales en la región).

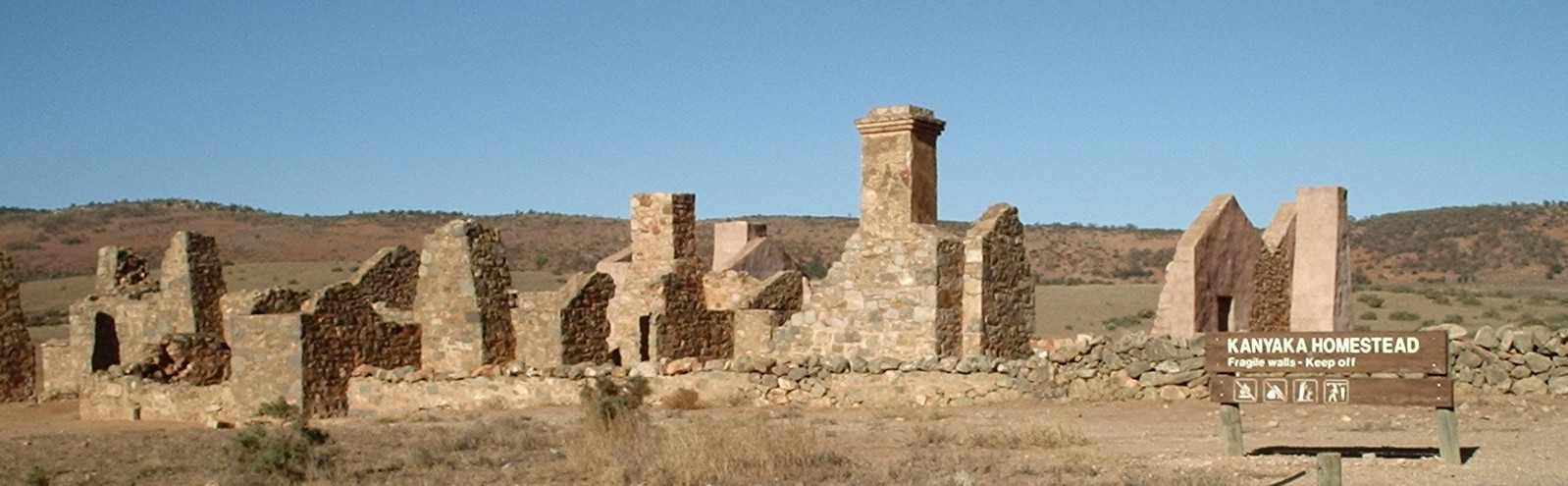
Estancia abandonada de Kanyaka entre Quorn y Hawker.

La lluvia regresó al patrón normal de la región, causando que muchas de las granjas de agricultura  colapsaran. Remanentes de casas abandonadas pueden ser vistas esparcidas alrededor del paisaje árido. La estación Wilpena, es ahora el único lugar al norte de capaz de sostener cualquier cultivo [cita requerida] – sin embargo se le ha dejado ahora a la naturaleza y es el único lugar turístico de esa zona.
La exploración minera continuó en la región, pero la extracción de carbón en Leigh Creek y baritina en Oraparinna fueron los únicos éxitos a largo plazo. Las industrias pastorales florecieron, y la línea del tren cobró mayor importancia en su construcción y dar servicio a las estaciones de ovejas y bovinos a lo largo de la ruta a Alice Springs.
El sitio del poblado de Hawker fue inspeccionado en una vuelta fe la línea del ferrocarril donde la línea del tren dejó lugar a la principal carretera a  Blinman, y nombrada en 1880 en honor al político y  ganadero, George Charles Hawker.
Quorn fue inspeccionada por Godfrey Walsh y proclamada villa en 1878. El municipio cubrió un área de 1.72 km² y fue trazada en cuadras de una manera similar a la ciudad capital del estado, Adelaida. El gobernador Jervois otorgó el nombre 'Quorn' porque su secretario privado en ese tiempo había llegado de la parroquia de Quorn.

## Galería

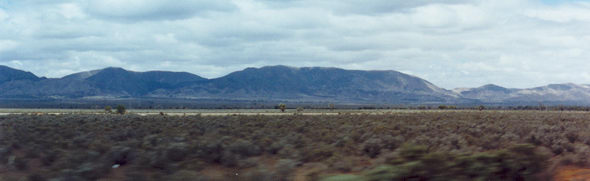
Los Montes Flinders vistos desde la carretera Stuart.
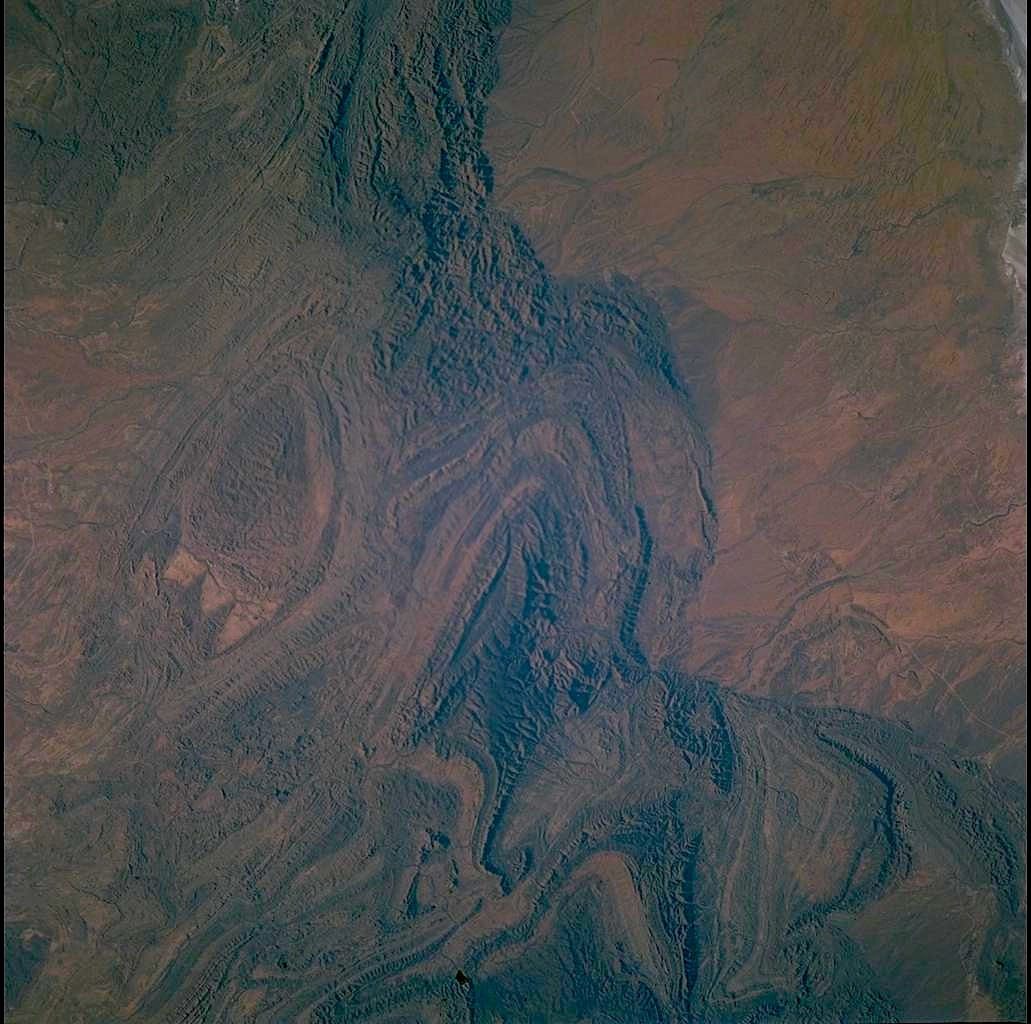
Los Montes Flinders vistos desde el espacio.